# Kangura
Kangura (Kinyarwanda: Weckt sie auf) war eine extremistische Hutu-Zeitung in Ruanda, die 1990 auf Initiative von Agathe Habyarimana durch Hassan Ngeze als Konkurrenzblatt zu Kanguka (Wacht auf) der gegnerischen RPF gegründet wurde. Die Zeitung erschien in ähnlicher Aufmachung wie Kanguka in Französisch und Kinyarwanda und schürte im Vorfeld des Völkermords in Ruanda Ressentiments gegen Tutsi.
Diese bezeichnete sie meist als inyenzi („Küchenschaben“) oder aber als inkotanyi („Krieger“), welche angeblich Verschwörungen gegen die Hutu planten. Weiter gab Kangura eine Sondernummer mit „Zehn Hutu-Geboten“ heraus, die die Hutu zum Zusammenhalt gegen die „Feinde“ aufriefen und jeden Hutu zum Verräter erklärten, der Tutsi heiratete, beschäftigte oder unterstützte oder sich gegen die Hutu-extremistische Ideologie aussprach.
Die Zeitung veröffentlichte Listen mit Namen der zu tötenden Tutsi und moderaten Hutu. Solche Namenslisten wurden nachweislich während des Völkermords von Soldaten und Milizen zur Begehung von Massakern benutzt.
Kangura-Herausgeber Ngeze wurde 2003 vom Internationalen Strafgerichtshof für Ruanda für seine Rolle beim Völkermord zu lebenslanger Haft verurteilt. Der Verurteilte legte gegen das Urteil Berufung ein. Die Richter der Berufungskammer reduzierten Ende 2007 die Strafe auf 35 Jahre Haft.